# HD 155826
HD 155826，又名CD-3811686，SAO 208591、HR 6398，是一颗恒星，视星等为5.96，位于銀經348.52，銀緯-0.11，其B1900.0坐标为赤經17h 8m 45.9s，赤緯-38° -0.11′ 2″。